# Дяково (Калінінський район)
Дяково (рос. Дьяково) — присілок в Калінінському районі Тверської області Російської Федерації.
Населення становить 30 осіб. Входить до складу муніципального утворення Кулицьке сільське поселення.

## Історія
Від 2005 року входить до складу муніципального утворення Кулицьке сільське поселення.

## Населення
| 2010 |
| ---- |
| 30   |